# 昌色斯峰
昌色斯峰（Chances Peak）是成层火山式的活火山苏弗里埃尔火山的山峰，位于加勒比海地区的蒙特塞拉特，海拔915米，是蒙特塞拉特的最高点。最近一次喷发在2009年1月3日。
1965年9月17日，泛美航空公司的292航班波音707客机在飞行到昌色斯峰附近时突然坠毁，造成30人死亡。